# Nedeva (Schiff)
Die Nedeva ist eine 1930 für Edward Townsend Stotesbury gebaute amerikanische Motoryacht. Nach seinem Tod fuhr sie unter verschiedenen Namen, wurde 2009 nach Deutschland verkauft und dort restauriert.

## Bau und technische Daten
Mit dem Bau der hölzernen Yacht beauftragte Edward Townsend Stotesbury die Werft New York Yacht, Launch & Engine Company, um diese in der Weltwirtschaftskrise wirtschaftlich zu unterstützen. In New York City wurde das Boot im November 1930 zu Wasser gelassen. Der Name seines fünften Bootes Nedeva ist ein Kunstwort, das sich aus den Spitznamen des Auftraggebers (Ned) und seiner Frau (Eva) zusammensetzt.
Die Länge beträgt 23,3 Meter, sie ist 4,9 Meter breit und hat einen Tiefgang von 1,4 Metern. Sie ist mit 70 BRT vermessen, der Antrieb bestand bei der Ablieferung aus zwei Sechszylinder-Benzinmotoren der 20th Century Manufacturing Company. Sie wirkten auf zwei Schrauben mit der eine Geschwindigkeit von 15,0 Knoten. Heute ist die Yacht mit zwei General-Motors-Dieselmotoren ausgestattet, die 440 PS leisten.

## Geschichte
Die Nedeva ist ein Beispiel für die damals sogenannten Commuter (dt. Pendler), mit der Teile der Oberschicht an der Ostküste der Vereinigten Staaten in den 1920er- und 1930er-Jahren mit ihren Yachten zwischen ihrem Wohnort und dem Arbeitsplatz pendelten. Sie waren nicht nur bequemer, sondern oft auch schneller als Fahrten mit dem Auto. Der Eigner Edward T. Stotesbury nutzte sie hauptsächlich für Fahrten zwischen den Anwesen Bar Harbor (Maine) und El Mira Sol in Palm Beach (Florida). Viele bekannte Persönlichkeiten der High-Society der 1930er Jahre sollen an Bord gewesen sein.
Nach dem Tod von Edward T. Stotesbury 1938 verkaufte seine Witwe die Yacht. Unter verschiedenen Eignern fuhr sie zunächst unter den Namen Wild Duck, Nirvana IV und Northwind. 1947 wurde sie nach Seattle veräußert, erhielt den Namen Shorleave und konnte für Charterfahrten gemietet werden. Nach der Havarie der Exxon Valdez und der folgenden Ölpest 1989 diente sie im Prinz-William-Sund als schwimmendes Hotel.
2009 kaufte der jetzige Eigner die Yacht, die damals in Westport am Pazifik lag, und ließ sie nach Bremen überführen. Sie liegt am Schlachte-Anleger 3b und wird für Veranstaltungen und als Hotelschiff genutzt. Auch standesamtliche Trauungen werden an Bord angeboten. An Bord stehen fünf Kabinen zur Verfügung, in denen insgesamt zwölf Personen untergebracht werden können.